# تته (شهر)
تته (به لاتین: Tete) یک شهر در موزامبیک است که بر روی رود زامبزی در تته واقع شده‌است و مرکز این استان است. تیتی ۱۴۹٫۳ کیلومتر مربع مساحت و ۳۰۵٬۷۲۲ نفر جمعیت دارد و ۱۴۰ متر بالاتر از سطح دریا واقع شده‌است.
این شهر پیش از حکومت استعماری موزامبیک پرتغال مرکزی تجاری برای اقوام سواحلی بوده‌است.